# Ingalgi, Indi
Ingalgi là một làng thuộc tehsil Indi, huyện Bijapur, bang Karnataka, Ấn Độ.